# ヴェルダー・ブレーメン
ヴェルダー・ブレーメン（Werder Bremen、正式名称: Sportverein Werder Bremen von 1899 e. V.）は、ドイツ連邦共和国ブレーメン州ブレーメンに本拠地を置く総合スポーツクラブ。サッカー部門が特に知られており、トップチームは2019年の時点でブンデスリーガに所属し、これまでに4回のドイチャーマイスター (ブンデスリーガ優勝) を経験している。この他にもハンドボール、陸上競技、チェス、卓球、体操部門があり、約4万人の会員を保有している。

## クラブの歴史

### 創設期から1970年代
クラブはブレーメンに住む学生が、あるコンテストの賞品としてサッカーボールを貰い受けたことを契機に、1899年2月4日に「フッスバルフェライン・ヴェルダー・ブレーメン」として創設された。クラブ名の「ヴェルダー」とは市内を流れるヴェーザー川の中州を意味する。一方、当時のドイツ国内ではイギリス発祥のスポーツであるサッカーは「非ドイツ的」であると見做され、トゥルネン体操運動の支持者から批判を受けたが、第一次世界大戦の勃発により多くの若者が招集を受けてもなおサッカーは続けられた。
創設以来、クラブは高等教育を受けた男性を対象としていたが、1919年に女性会員の受け入れを認めた。さらにサッカー以外にも枠を広げ1920年に「シュポルトフェライン・ヴェルダー・ブレーメン・フォン1899」と改称し、陸上競技、チェス、テニス、野球、クリケットなどの他のスポーツ部門が新たに設立された。その一方でサッカー部門は1,000人近い会員を有するなどクラブにおいて重要な地位を占めていた。
1960-61シーズンのDFBポカールでは決勝戦で1.FCカイザースラウテルンを2-0と下し初優勝、これがクラブにとって初のビッグタイトルとなった。1963年に創設されたブンデスリーガには初年度から参加し、2季目の1964-65シーズンには守備の要のホルスト＝ディーター・ヘットゲスらを擁してリーグ初優勝を果たした。一方で1968-69シーズンに2位となったのを最後に成績は下降線を下るようになり、1971-72シーズンに所属選手が大幅に入れ替わったことを契機に従来の緑色のユニフォームをブレーメン市の旗の色に因んだ赤と白のストライプに変更し、エンブレムのデザインも変更するなどのイメージ転換を図ったが功を奏せず、1979-80シーズンには17位の成績でブンデスリーガ2部へ降格した。

### 1980年代

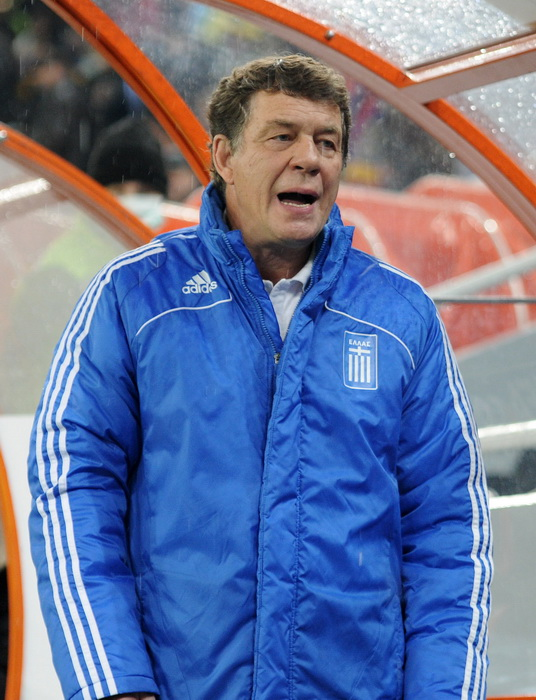
1981年から1995年まで監督を務めたオットー・レーハーゲル

1980-81シーズンにブンデスリーガ2部で優勝し1年で1部リーグに復帰すると新たにオットー・レーハーゲルが監督に就任。若手選手のルディ・フェラーやフランク・オルデネビッツやトーマス・シャーフ、オーストリア代表のブルーノ・ペッツァイや日本代表の奥寺康彦らを擁して優勝争いに加わるようになったが、1982-83シーズンはハンブルガーSVに、1984-85シーズンと1985-86シーズンは共にバイエルン・ミュンヘンに抑えられ2位という結果で終わった。特に1985-86シーズンは前半戦を首位で折り返し33節まで首位に立ちながら最終節のVfBシュトゥットガルト戦で1-2と敗れ優勝を逃した。
その後、オルデネビッツやシャーフらを残して陣容が入れ替わったが新たにノルウェー代表のルネ・ブラツェットや若手のカール＝ハインツ・リードレらが加入、それまで出場機会のなかったオリバー・レックが正キーパーに昇格し1987-88シーズンに23年ぶり2回目のリーグ優勝を果たした。
国際舞台においてもUEFAカップ1987-88では準々決勝に進出、UEFAチャンピオンズカップ 1988-89では準々決勝に進出、UEFAカップ1989-90では3回戦でディエゴ・マラドーナを擁するイタリアのSSCナポリを下すなどして準決勝進出するなど、徐々に成績を伸ばした。

### 1990年代
1990年代に入るとリードレが移籍したもののレーハーゲルの指揮の下、オルデネビッツやブラツェットやレックといった主力選手に新たにクラウス・アロフスやニュージーランド代表のウィントン・ルーファーが加わりUEFAカップウィナーズカップ 1991-92では決勝戦に進出するとASモナコをアロフスとルーファーの得点で2-0と下し初優勝、クラブ初のヨーロッパタイトルを獲得した。1992-93シーズンにはオーストリア代表のアンドレアス・ヘルツォークが加入しブンデスリーガではバイエルン・ミュンヘンを退けて3回目の優勝を果たし、1994-95シーズンも2位で終えた。これらの成功は控え目な資金投入によってもたらされたもので、レーハーゲルはフェラーやリードレといった国際的な選手を育成する一方でマリオ・バスラーのような特異な才能を持つ選手も受け入れた。14年間の在任期間中に多くの成功をクラブにもたらしたレーハーゲルだったが、同シーズン限りでバイエルン・ミュンヘンに引き抜かれる形で退団した。
レーハーゲルの退団後、毎シーズンの様に監督が入れ替わったが上位に進出することは少なくなり、フェリックス・マガトが監督を務めた1998-99シーズンは2部降格が現実味を帯びるなど急速に成績が悪化、シーズン終盤にマガトを解任しリザーブチームを指揮していたシャーフが監督に昇格。シーズン残り4試合で3勝して残留を決めた。リーグ戦では下位に低迷したが、一方でDFBポカールでは決勝に進出すると、バイエルン・ミュンヘンを1–1の同点からPK戦の末に5–4と下し10年ぶり3回目のタイトルを獲得した。

### 2000年代

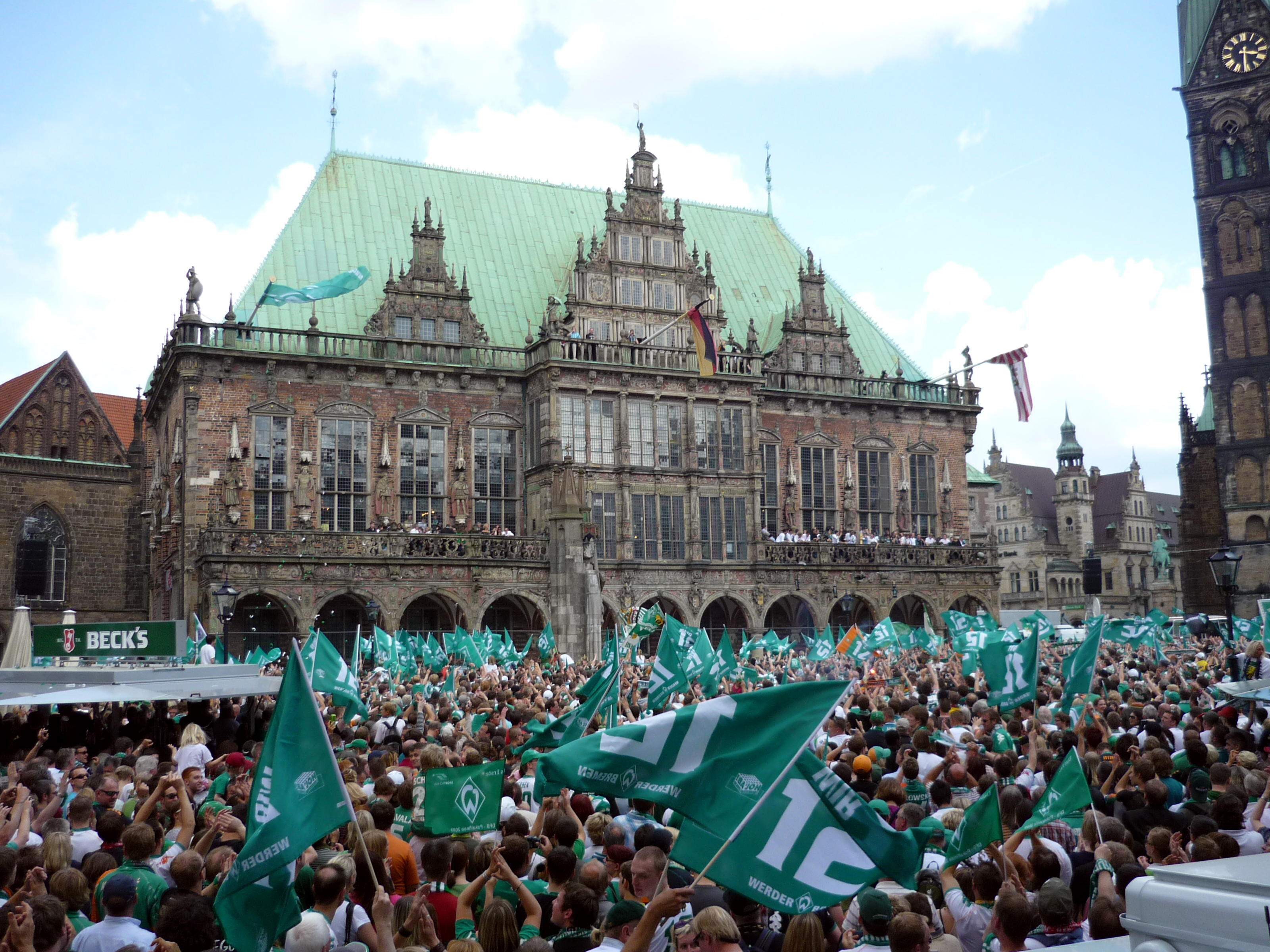
2004年のDFBポカール優勝を祝福するサポーター

DFBポカールでの優勝により国際舞台に復帰し、UEFAカップ1999-2000ではフランスのオリンピック・リヨンやイタリアのパルマFCを下し準々決勝進出を果たした。2001-02シーズン終了後、1988年からチーム一筋でプレーしたディーター・アイルツが引退した。その後、ブンデスリーガでは中位の成績に留まり国際舞台からも遠ざかったが、クラウディオ・ピサーロやトルステン・フリンクスといった若手選手の売却により財政的な恩恵を受ける一方でヘルツォークやマルコ・ボーデらといったレーハーゲル時代を支えたベテランに代わり、ジョアン・ミクーやイヴァン・クラスニッチらが新たに加入。ミクー、クラスニッチ、アイウトンの攻撃陣を擁して2003-04シーズンにはブンデスリーガとDFBポカールの二冠を獲得した。
2004-05シーズンは、シーズン開幕前にアイウトンが退団したが、ミロスラフ・クローゼが新たに加入。UEFAチャンピオンズリーグ 2004-05では決勝トーナメント1回戦にてフランスのオリンピック・リヨンに2試合合計2-10 (0-3、2-7) という記録的な敗戦を喫した。
2005-06シーズンはフリンクスが復帰し、センターバックのナウドを獲得するなど陣容が整う。UEFAチャンピオンズリーグ 2005-06決勝トーナメント1回戦にてユヴェントスを相手に2戦合計4-4 (3-2、1-2) とアウェーゴール差での敗戦となった。ブンデスリーガではバイエルン・ミュンヘンに次いで2位に終わったもののクローゼが25得点をあげて得点王となった。
2006-07シーズンはシーズン開幕前にミクーが退団したもののポルトガルのFCポルトからジエゴが加入。UEFAチャンピオンズリーグ 2006-07ではグループリーグにおいてチェルシーFCやFCバルセロナと同組となったものの、ホームでチェルシーを破るなど、グループリーグ最終節まで決勝トーナメント進出を争った。グループリーグ3位となり出場権を獲得したUEFAカップ 2006-07ではベスト4に進出した。ブンデスリーガではシーズン終盤まで優勝を争ったが 最終的に3位となりUEFAチャンピオンズリーグの出場権を獲得した。

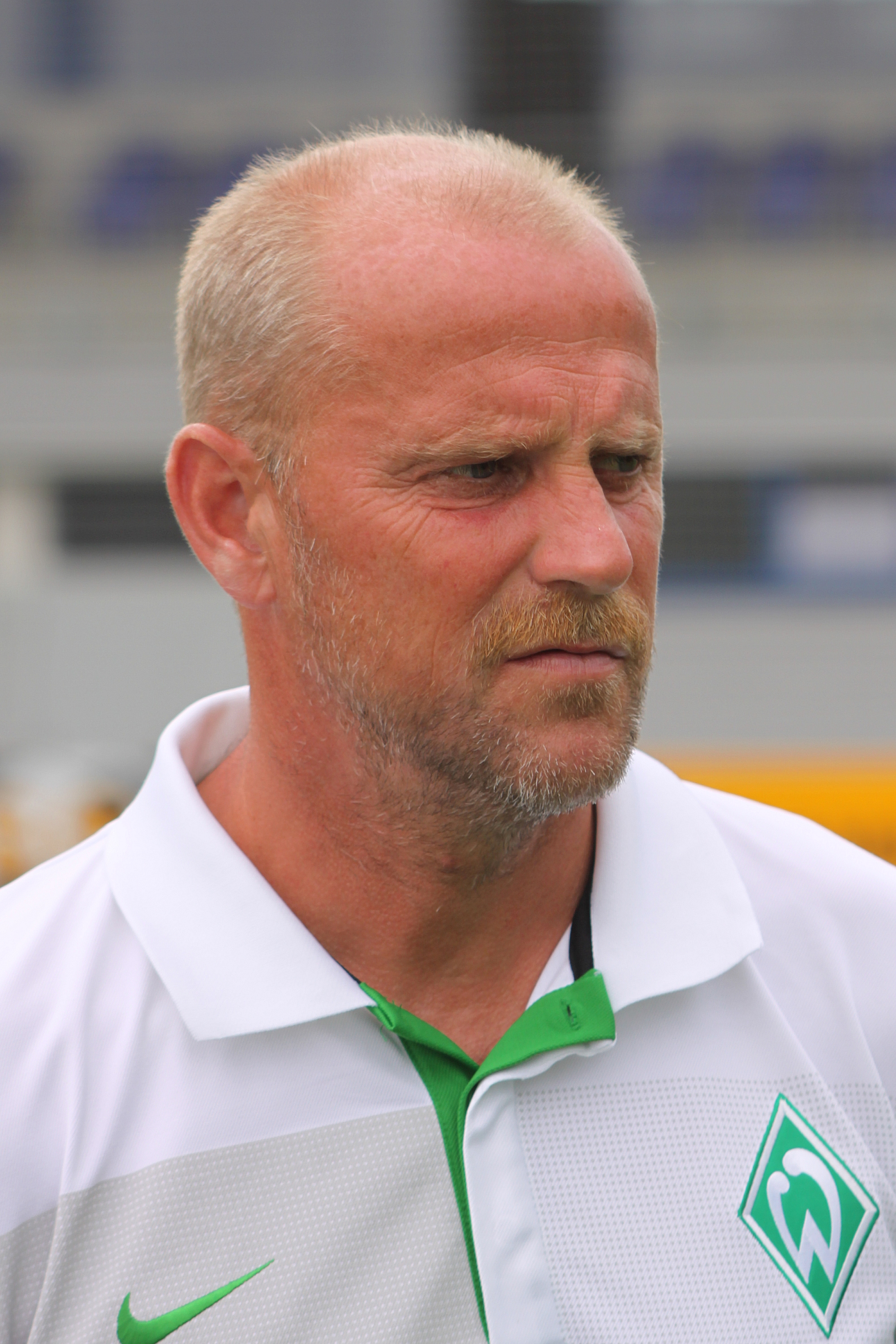
1999年から2013年まで監督を務めたトーマス・シャーフ

2007-08シーズンはシーズン開幕前にクローゼがバイエルン・ミュンヘンへ移籍。UEFAチャンピオンズリーグ 2007-08では、グループリーグにおいてホームでレアル・マドリードを破りながらも、オリンピアコスに2敗を喫し、グループリーグ3位での敗退となった。また、決勝トーナメントより出場したUEFAカップ 2007-08においても、レンジャーズに敗れベスト16止まりとなった。ブンデスリーガでは2005-06シーズンと同様にバイエルン・ミュンヘンに次いで2位でシーズンを終えた。
2008-09シーズンは、UEFAチャンピオンズリーグ 2008-09ではグループリーグにおいてインテルに1勝1分と健闘したが、パナシナイコスに1敗1分、アノルトシス・ファマグスタFCに2分と勝ち点を落とし、グループ3位でUEFAカップ 2008-09へと回った。UEFAカップでは決勝トーナメント1回戦でACミランを下すなど決勝まで進出するも、決勝でジエゴを累積警告による出場停止で欠いていたこともあって、シャフタール・ドネツクに延長戦の末に1-2で敗れ、準優勝に終わった。ブンデスリーガでは10位と振るわず、9シーズンぶりの2桁順位に終わった。クラウディオ・ピサーロが17得点を挙げ、MFメスト・エジルが15アシストの活躍を見せたが、50失点した守備陣が穴となった。一方、DFBポカール決勝ではエジルの決勝点でバイエル・レバークーゼンを下して優勝し、UEFAヨーロッパリーグ 2009-10の出場権を獲得した。
2009-10シーズンは、シーズン開幕前にキャプテンを務めていたMFフランク・バウマンが引退、ジエゴがユヴェントスFCへ移籍したが、代役としてマルコ・マリン、ティム・ボロウスキが2年ぶりに復帰した。UEFAヨーロッパリーグでは決勝トーナメント2回戦でバレンシアCFと2試合合計で5-5と引き分けたがアウェーゴールの差で敗退したが、ブンデスリーガでは3位でシーズンを終えUEFAチャンピオンズリーグ 2010-11の出場権を獲得。一方、DFBポカールでは2年連続で決勝進出をしたがバイエルン・ミュンヘンに0-4と大敗した。

### 2010年代
2010-11シーズンは、シーズン開幕前にエジルがレアル・マドリードへ移籍。UEFAチャンピオンズリーグではプレーオフを通過し本戦に出場したが、イタリアのインテルに1勝したのみでグループリーグ最下位で敗退した。ブンデスリーガでは13位でシーズンを終えた。
2011-12シーズンは、シーズン開幕前にフリンクスとペア・メルテザッカーが退団し、DFBポカールでは1回戦で3部リーグの1.FCハイデンハイムに1-2で敗退。ブンデスリーガではシーズン前半は優勝争いに加わったが、ウィンターブレイク後のシーズン後半は17試合で勝ち点13を獲得するに留まり最終的に9位でシーズンを終えた。
2012-13シーズンは、シーズン開幕前にピサロ、ナウド、ボロウスキ、マリンといった主力選手が退団すると、1999年からゼネラルマネージャーを務めていたクラウス・アロフスも2012年11月に退団した。ブンデスリーガでは下位に低迷すると2013年5月15日にシャーフ監督は退任、最終的に14位でシーズンを終えた。
2013-14シーズンは、ロビン・ドゥットが監督に就任。DFBポカールでは1回戦で3部リーグの1.FCザールブリュッケンに1-3で敗退、ブンデスリーガでは12位でシーズンを終えた。
2014-15シーズンは、開幕から不振に陥り9試合消化の時点で4分け5敗となり、10月25日にドゥット監督が責任を問われ解任された。後任にはU23監督のヴィクトル・ スクリプニクが就任し、最終的には1部残留を果たした。
2015-16シーズンも、終始残留争いに巻き込まれたが最終節アイントラハト・フランクフルト戦で勝利し残留を確定させた。
2016-17シーズンはDFBポカール1回戦で3部のシュポルトフロインデ・ロッテに1-2で敗退、リーグ戦開幕後もバイエルン・ミュンヘンに0-6で大敗するなど公式戦4連敗を喫し、9月18日スクリプニク監督は解任された。後任はU23からアレクサンダー・ヌーリが監督に就任し、途中で11戦無敗を記録するなど最終的には8位でリーグ戦を終えた。
2017-18シーズンはまたもや開幕から10試合未勝利が続くなど低迷し、10月30日ヌーリ監督が解任された。暫定監督としてヴェルダー・ブレーメンⅡから、スクリプニク体制で2年間アシスタントコーチも務めたフロリアン・コーフェルトが昇格して就任し、年内までの指揮を執ることが発表された。12月には自動降格圏内を脱出したため正式に監督に就任。更にシーズン終了後にはケルンから大迫勇也を獲得した。
2018-19シーズンは直近9年間で最多の勝ち点53を積み上げ、最終節まで欧州カップ戦出場を争うなどEL出場圏内の7位まであと一歩の8位でリーグ戦を終えた。シーズン後にはコーフェルトとの契約を2023年まで延長した。
2019-20シーズンは夏の移籍期間で攻撃陣の柱マックス・クルーゼがフェネルバフチェSKへ移籍し、代わりにニクラス・フュルクルクやレオナルド・ビッテンコートなどが加入した。昨シーズンからの飛躍が期待されたが、開幕すると守備陣に怪我人が手始め8月末にミヒャエル・ラングをレンタルで緊急補強。9月の国際Aマッチデー期間中には早くも10人目の負傷離脱者が出るなど止まらず、その影響もあってか5節から17節までわすが1勝に留まるなど低迷した。33節終了時点で自力残留が消滅し自動降格圏の17位で40年振りの2部降格が現実味を帯びたが、最終節1.FCケルン戦に6-1で勝利しフォルトゥナ・デュッセルドルフが敗れたため辛うじて16位に浮上し入れ替え戦へ進んだ。1.FCハイデンハイムとの入れ替え戦は2戦合計2-2であったがアウェーゴール差により残留が決定した。

### 2020年代
2019-20シーズンを苦しみながらブンデスリーガ残留を果たし、2020-21シーズンも不調ながら残り10試合の時点で降格圏に9ポイント差の12位に健闘。しかしここから勝ち点1しか積み上げれない連敗地獄に陥ってしまう。最終節を前にフロリアン・コーフェルト監督を解任しトーマス・シャーフを電撃復帰させる荒療治に打って出たものの、最終戦も敗れ41年振りの2部降格が決定した。

## タイトル

### 国内タイトル
- ブンデスリーガ：4回 
  - 1964-65, 1987-88, 1992-93, 2003-04
- 2. ブンデスリーガ：1回
  - 1980–81
- ヴェストクライスリーガ：1回
  - 1923
- ガウリーガ・ニーダーザクセン：4回
  - 1934, 1936, 1937, 1942
- ドイツ室内選手権：1回
  - 1989
- DFBポカール：6回
  - 1960-61, 1990-91, 1993-94, 1998-99, 2003-04, 2008-09
- DFBリーガポカール：1回
  - 2006
- DFLスーパーカップ：3回
  - 1988, 1993, 1994

### 国際タイトル
- UEFAカップウィナーズカップ：1回
  - 1991-92
- UEFAインタートトカップ：1回
  - 1998

## 過去の成績
出典
| シーズン | リーグ戦              | リーグ戦 | リーグ戦 | リーグ戦 | リーグ戦 | リーグ戦 | リーグ戦 | リーグ戦 | リーグ戦 | DFBポカール  |
| シーズン | ディビジョン          | 試       | 勝       | 分       | 敗       | 得       | 失       | 点       | 順位     | DFBポカール  |
| -------- | --------------------- | -------- | -------- | -------- | -------- | -------- | -------- | -------- | -------- | ------------ |
| 1963-64  | ブンデスリーガ1部     | 30       | 10       | 8        | 12       | 53       | 62       | 28       | 10位     | 1回戦敗退    |
| 1964-65  | ブンデスリーガ1部     | 30       | 15       | 11       | 4        | 54       | 29       | 41       | 1位      | 1回戦敗退    |
| 1965-66  | ブンデスリーガ1部     | 34       | 21       | 3        | 10       | 76       | 40       | 45       | 4位      | 準々決勝敗退 |
| 1966-67  | ブンデスリーガ1部     | 34       | 10       | 9        | 15       | 49       | 56       | 29       | 16位     | 1回戦敗退    |
| 1967-68  | ブンデスリーガ1部     | 34       | 18       | 8        | 8        | 68       | 51       | 44       | 2位      | 1回戦敗退    |
| 1968-69  | ブンデスリーガ1部     | 34       | 14       | 6        | 14       | 59       | 59       | 34       | 9位      | 準々決勝敗退 |
| 1969-70  | ブンデスリーガ1部     | 34       | 10       | 11       | 13       | 38       | 47       | 31       | 11位     | ベスト16     |
| 1970-71  | ブンデスリーガ1部     | 34       | 11       | 11       | 12       | 41       | 40       | 33       | 10位     | 1回戦敗退    |
| 1971-72  | ブンデスリーガ1部     | 34       | 11       | 9        | 14       | 63       | 58       | 31       | 11位     | 準決勝敗退   |
| 1972-73  | ブンデスリーガ1部     | 34       | 12       | 7        | 15       | 50       | 52       | 31       | 11位     | 準決勝敗退   |
| 1973-74  | ブンデスリーガ1部     | 34       | 9        | 13       | 12       | 48       | 56       | 31       | 11位     | 1回戦敗退    |
| 1974-75  | ブンデスリーガ1部     | 34       | 9        | 7        | 18       | 45       | 69       | 25       | 15位     | 準々決勝敗退 |
| 1975-76  | ブンデスリーガ1部     | 34       | 11       | 8        | 15       | 44       | 55       | 30       | 13位     | 1回戦敗退    |
| 1976-77  | ブンデスリーガ1部     | 34       | 13       | 7        | 14       | 51       | 59       | 33       | 11位     | ベスト16     |
| 1977-78  | ブンデスリーガ1部     | 34       | 13       | 5        | 16       | 48       | 57       | 31       | 15位     | 準決勝敗退   |
| 1978-79  | ブンデスリーガ1部     | 34       | 10       | 11       | 13       | 48       | 60       | 31       | 11位     | 2回戦敗退    |
| 1979-80  | ブンデスリーガ1部     | 34       | 11       | 3        | 20       | 52       | 93       | 25       | 17位     | 2回戦敗退    |
| 1980-81  | ブンデスリーガ2部北部 | 42       | 30       | 8        | 4        | 97       | 33       | 68       | 1位      | ベスト16     |
| 1981-82  | ブンデスリーガ1部     | 34       | 17       | 8        | 9        | 61       | 52       | 42       | 5位      | 準々決勝敗退 |
| 1982-83  | ブンデスリーガ1部     | 34       | 23       | 6        | 5        | 76       | 38       | 52       | 2位      | 2回戦敗退    |
| 1983-84  | ブンデスリーガ1部     | 34       | 19       | 7        | 8        | 79       | 46       | 45       | 5位      | ベスト16     |
| 1984-85  | ブンデスリーガ1部     | 34       | 18       | 10       | 6        | 87       | 51       | 46       | 2位      | 準々決勝敗退 |
| 1985-86  | ブンデスリーガ1部     | 34       | 20       | 9        | 5        | 83       | 41       | 49       | 2位      | ベスト16     |
| 1986-87  | ブンデスリーガ1部     | 34       | 17       | 6        | 11       | 65       | 54       | 40       | 5位      | 1回戦敗退    |
| 1987-88  | ブンデスリーガ1部     | 34       | 22       | 8        | 4        | 61       | 22       | 52       | 1位      | 準決勝敗退   |
| 1988-89  | ブンデスリーガ1部     | 34       | 18       | 8        | 8        | 55       | 32       | 44       | 3位      | 準優勝       |
| 1989-90  | ブンデスリーガ1部     | 34       | 10       | 14       | 10       | 49       | 41       | 34       | 7位      | 準優勝       |
| 1990-91  | ブンデスリーガ1部     | 34       | 14       | 14       | 6        | 46       | 29       | 42       | 3位      | 優勝         |
| 1991-92  | ブンデスリーガ1部     | 38       | 11       | 16       | 11       | 44       | 45       | 38       | 9位      | 準決勝敗退   |
| 1992-93  | ブンデスリーガ1部     | 34       | 19       | 10       | 5        | 63       | 30       | 48       | 1位      | 準々決勝敗退 |
| 1993-94  | ブンデスリーガ1部     | 34       | 13       | 10       | 11       | 51       | 44       | 36       | 8位      | 優勝         |
| 1994-95  | ブンデスリーガ1部     | 34       | 20       | 8        | 6        | 70       | 39       | 48       | 2位      | 1回戦敗退    |
| 1995-96  | ブンデスリーガ1部     | 34       | 10       | 14       | 10       | 39       | 42       | 44       | 9位      | ベスト16     |
| 1996-97  | ブンデスリーガ1部     | 34       | 14       | 6        | 14       | 53       | 52       | 48       | 8位      | ベスト16     |
| 1997-98  | ブンデスリーガ1部     | 34       | 14       | 8        | 12       | 43       | 47       | 50       | 7位      | 2回戦敗退    |
| 1998-99  | ブンデスリーガ1部     | 34       | 10       | 8        | 16       | 41       | 47       | 38       | 13位     | 優勝         |
| 1999-00  | ブンデスリーガ1部     | 34       | 13       | 8        | 13       | 65       | 52       | 47       | 9位      | 準優勝       |
| 2000-01  | ブンデスリーガ1部     | 34       | 15       | 8        | 11       | 53       | 48       | 53       | 7位      | 2回戦敗退    |
| 2001-02  | ブンデスリーガ1部     | 34       | 17       | 5        | 12       | 54       | 43       | 56       | 6位      | 2回戦敗退    |
| 2002-03  | ブンデスリーガ1部     | 34       | 16       | 4        | 14       | 51       | 50       | 52       | 6位      | 準決勝敗退   |
| 2003-04  | ブンデスリーガ1部     | 34       | 22       | 8        | 4        | 79       | 38       | 74       | 1位      | 優勝         |
| 2004-05  | ブンデスリーガ1部     | 34       | 18       | 5        | 11       | 68       | 37       | 59       | 3位      | 準決勝敗退   |
| 2005-06  | ブンデスリーガ1部     | 34       | 21       | 7        | 6        | 79       | 37       | 70       | 2位      | 準々決勝敗退 |
| 2006-07  | ブンデスリーガ1部     | 34       | 20       | 6        | 8        | 76       | 40       | 66       | 3位      | 1回戦敗退    |
| 2007-08  | ブンデスリーガ1部     | 34       | 20       | 6        | 8        | 75       | 45       | 66       | 2位      | ベスト16     |
| 2008-09  | ブンデスリーガ1部     | 34       | 12       | 9        | 13       | 64       | 50       | 45       | 10位     | 優勝         |
| 2009-10  | ブンデスリーガ1部     | 34       | 17       | 10       | 7        | 71       | 40       | 61       | 3位      | 準優勝       |
| 2010-11  | ブンデスリーガ1部     | 34       | 10       | 11       | 13       | 47       | 61       | 41       | 13位     | 2回戦敗退    |
| 2011-12  | ブンデスリーガ1部     | 34       | 11       | 9        | 14       | 49       | 58       | 42       | 9位      | 1回戦敗退    |
| 2012-13  | ブンデスリーガ1部     | 34       | 8        | 10       | 16       | 50       | 66       | 34       | 14位     | 1回戦敗退    |
| 2013-14  | ブンデスリーガ1部     | 34       | 10       | 9        | 15       | 42       | 66       | 39       | 12位     | 1回戦敗退    |
| 2014-15  | ブンデスリーガ1部     | 34       | 11       | 10       | 13       | 50       | 65       | 43       | 10位     | ベスト16     |
| 2015-16  | ブンデスリーガ1部     | 34       | 10       | 8        | 16       | 50       | 65       | 38       | 13位     | 準決勝敗退   |
| 2016-17  | ブンデスリーガ1部     | 34       | 13       | 6        | 15       | 61       | 64       | 45       | 8位      | 1回戦敗退    |
| 2017-18  | ブンデスリーガ1部     | 34       | 10       | 12       | 12       | 37       | 40       | 42       | 11位     | 準々決勝敗退 |
| 2018-19  | ブンデスリーガ1部     | 34       | 14       | 11       | 9        | 58       | 49       | 53       | 8位      | 準決勝敗退   |
| 2019-20  | ブンデスリーガ1部     | 34       | 8        | 7        | 19       | 42       | 69       | 31       | 16位     | 準々決勝敗退 |
| 2020-21  | ブンデスリーガ1部     | 34       | 7        | 10       | 17       | 36       | 57       | 31       | 17位     | 準決勝敗退   |
| 2021-22  | ブンデスリーガ2部     | 34       | 18       | 9        | 7        | 65       | 43       | 63       | 2位      | 1回戦敗退    |
| 2022-23  | ブンデスリーガ1部     | 34       | 10       | 6        | 18       | 51       | 64       | 36       | 13位     | 2回戦敗退    |
| 2023-24  | ブンデスリーガ1部     | 34       | 11       | 9        | 14       | 48       | 54       | 42       | 9位      | 1回戦敗退    |
| 2024-25  | ブンデスリーガ1部     | 34       | 14       | 9        | 11       | 54       | 57       | 51       | 8位      | ベスト8      |

## 欧州の成績
| シーズン | 大会                     | ラウンド   | 対戦相手               | ホーム | アウェイ | 合計   |  |
| -------- | ------------------------ | ---------- | ---------------------- | ------ | -------- | ------ |  |
| 2000-01  | UEFAカップ               | 1回戦      | アンタルヤスポル       | 6-0    | 0-2      | 6-2    |  |
| 2000-01  | UEFAカップ               | 2回戦      | ヘンク                 | 4-1    | 5-2      | 9-3    |  |
| 2000-01  | UEFAカップ               | 3回戦      | ボルドー               | 0-0    | 1-4      | 6-2    |  |
| 2001-02  | UEFAカップ               | 1回戦      | メタルルフ・ドネツィク | 8-0    | 2-2      | 10-2   |  |
| 2001-02  | UEFAカップ               | 2回戦      | フィテッセ             | 3-3    | 1-2      | 4-5    |  |
| 2004-05  | UEFAチャンピオンズリーグ | グループG  | インテル               | 1-1    | 0-2      | 2位    |  |
| 2004-05  | UEFAチャンピオンズリーグ | グループG  | バレンシア             | 2-1    | 2-0      | 2位    |  |
| 2004-05  | UEFAチャンピオンズリーグ | グループG  | アンデルレヒト         | 5-1    | 2-1      | 2位    |  |
| 2004-05  | UEFAチャンピオンズリーグ | 決勝1回戦  | リヨン                 | 0-3    | 2-7      | 2-10   |  |
| 2005-06  | UEFAチャンピオンズリーグ | 3回戦      | バーゼル               | 3-0    | 1-2      | 4-2    |  |
| 2005-06  | UEFAチャンピオンズリーグ | グループC  | バルセロナ             | 0-2    | 1-3      | 2位    |  |
| 2005-06  | UEFAチャンピオンズリーグ | グループC  | ウディネーゼ           | 4-3    | 1-1      | 2位    |  |
| 2005-06  | UEFAチャンピオンズリーグ | グループC  | パナシナイコス         | 5-1    | 1-2      | 2位    |  |
| 2005-06  | UEFAチャンピオンズリーグ | 決勝1回戦  | ユヴェントス           | 3-2    | 1-2      | 4-4(A) |  |
| 2006-07  | UEFAチャンピオンズリーグ | グループA  | バルセロナ             | 1-1    | 0-2      | 3位    |  |
| 2006-07  | UEFAチャンピオンズリーグ | グループA  | チェルシー             | 1-0    | 0-2      | 3位    |  |
| 2006-07  | UEFAチャンピオンズリーグ | グループA  | レフスキ・ソフィア     | 2-0    | 3-0      | 3位    |  |
| 2006-07  | UEFAカップ               | ラウンド32 | アヤックス             | 3-0    | 1-3      | 4-3    |  |
| 2006-07  | UEFAカップ               | ラウンド16 | セルタ                 | 2-0    | 1-0      | 3-0    |  |
| 2006-07  | UEFAカップ               | 準々決勝   | AZ                     | 4-1    | 0-0      | 4-1    |  |
| 2006-07  | UEFAカップ               | 準決勝     | エスパニョール         | 1-2    | 0-3      | 1-5    |  |
| 2008-09  | UEFAチャンピオンズリーグ | グループB  | インテル               | 2-1    | 1-1      | 3位    |  |
| 2008-09  | UEFAチャンピオンズリーグ | グループB  | パナシナイコス         | 0-3    | 2-2      | 3位    |  |
| 2008-09  | UEFAチャンピオンズリーグ | グループB  | アノルトシス           | 0-0    | 2-2      | 3位    |  |
| 2008-09  | UEFAチャンピオンズリーグ | ラウンド32 | ミラン                 | 1-1    | 2-2      | (A)3-3 |  |
| 2008-09  | UEFAチャンピオンズリーグ | ラウンド16 | サンテティエンヌ       | 1-0    | 2-2      | 3-2    |  |
| 2008-09  | UEFAチャンピオンズリーグ | 準々決勝   | ウディネーゼ           | 3-1    | 3-3      | 6-4    |  |
| 2008-09  | UEFAチャンピオンズリーグ | 準決勝     | ハンブルガー           | 1-0    | 2-3      | (A)3-3 |  |
| 2008-09  | UEFAチャンピオンズリーグ | 決勝       | シャフタール・ドネツク | 1-2    | 1-2      | 準優勝 |  |
| 2009-10  | UEFAヨーロッパリーグ     | グループL  | ビルバオ               | 3-1    | 3-0      | 1位    |  |
| 2009-10  | UEFAヨーロッパリーグ     | グループL  | ナシオナル             | 4-1    | 3-2      | 1位    |  |
| 2009-10  | UEFAヨーロッパリーグ     | グループL  | ウィーン               | 2-0    | 2-2      | 1位    |  |
| 2009-10  | UEFAヨーロッパリーグ     | ラウンド32 | トゥエンテ             | 4-1    | 0-1      | 4-2    |  |
| 2009-10  | UEFAヨーロッパリーグ     | ラウンド16 | バレンシア             | 4-4    | 1-1      | (A)5-5 |  |
| 2010-11  | UEFAチャンピオンズリーグ | プレーオフ | サンプドリア           | 3-1    | 2-3(AT)  | 5-4    |  |
| 2010-11  | UEFAチャンピオンズリーグ | グループA  | トッテナム             | 2-2    | 0-3      | 4位    |  |
| 2010-11  | UEFAチャンピオンズリーグ | グループA  | インテル               | 3-0    | 0-4      | 4位    |  |
| 2010-11  | UEFAチャンピオンズリーグ | グループA  | トゥウェンテ           | 1-1    | 0-2      | 4位    |  |

## 現所属メンバー
2024年9月5日現在
注：選手の国籍表記はFIFAの定めた代表資格ルールに基づく。
| No. | Pos. |            | 選手名                                |
| --- | ---- | ---------- | ------------------------------------- |
| 1   | GK   | ドイツ     | ミヒャエル・ツェッテラー              |
| 2   | MF   | ベルギー   | オリヴィエ・デマン                    |
| 3   | DF   | ドイツ     | アントニー・ユング ()                 |
| 4   | DF   | ドイツ     | ニクラス・シュタルク (第4主将)        |
| 5   | DF   | ドイツ     | アモス・ピーパー                      |
| 6   | MF   | デンマーク | イェンス・ステーイ                    |
| 7   | FW   | ドイツ     | マーヴィン・ドゥクシュ                |
| 8   | DF   | ドイツ     | ミッチェル・ヴァイザー ()             |
| 10  | MF   | ドイツ     | レオナルド・ビッテンコート ()         |
| 11  | FW   | ドイツ     | ユスティン・エンジンマー ()           |
| 13  | DF   | セルビア   | ミロシュ・ヴェリコヴィッチ ()(副主将) |
| 14  | MF   | ベルギー   | センヌ・リネン                        |

| No. | Pos. |                | 選手名                     |
| --- | ---- | -------------- | -------------------------- |
| 15  | FW   | スコットランド | オリヴァー・バーク         |
| 17  | FW   | オーストリア   | マルコ・グリュル           |
| 18  | MF   | マリ共和国     | ナビ・ケイタ ★             |
| 19  | DF   | ドイツ         | デリック・ケーン ()        |
| 20  | MF   | オーストリア   | ロマーノ・シュミット       |
| 21  | MF   | ノルウェー     | イサク・ハンセン＝アーロン |
| 22  | DF   | アルゼンチン   | フリアン・マラティーニ ()  |
| 25  | GK   | ドイツ         | マルクス・コロケ           |
| 27  | DF   | ドイツ         | フェリックス・アグ ()      |
| 28  | MF   | フランス       | スケリー・アルベロ ()      |
| 30  | GK   | ドイツ         | 長田澪 ()                  |
| 32  | DF   | オーストリア   | マルコ・フリードル         |
| 33  | FW   | ドイツ         | アブデネゴ・ナンキシ       |
| 35  | MF   | ドイツ         | レオン・オピッツ           |
| 42  | FW   | ドイツ         | ケケ・トップ               |

※括弧内の国旗はその他の保有国籍を、星印はEU圏外選手を示す。

### ローン移籍
in
注：選手の国籍表記はFIFAの定めた代表資格ルールに基づく。
| No. | Pos. |        | 選手名                          |
| --- | ---- | ------ | ------------------------------- |
| 19  | DF   | ドイツ | デリック・ケーン (ガラタサライ) |

out
注：選手の国籍表記はFIFAの定めた代表資格ルールに基づく。
| No. | Pos. |            | 選手名                                                |
| --- | ---- | ---------- | ----------------------------------------------------- |
| --  | FW   | ポーランド | ダヴィド・コフナツキ (フォルトゥナ・デュッセルドルフ) |
| --  | FW   | トーゴ     | ディケニ・サリフ (SK オーストリア クラーゲンフルト)   |

監督
- オーレ・ヴェルナー（英語版）

## 歴代監督
出典
| - ヴィリ・ムルタウプ 1963-1965 - ギュンター・ブロッカー 1965-1967 - フリッツ・ランクナー 1967-1969 - リヒャルト・アッカーショット 1968-1969 - フリッツ・レベル 1969-1970 - ハンス・チルコフスキ 1970 - ロベルト・ゲプハルト 1970-1971 - ヴィリ・ムルタウプ 1971 - ゼップ・ピオンテック 1971-1975 - フリッツ・ランクナー 1972 - ヘルベルト・ブルデンスキ 1975-1976 - オットー・レーハーゲル 1976 - ハンス・チルコフスキ 1976-1977 - ルディ・アサウアー 1978（共同監督） - フレット・シュルツ 1978（共同監督） - ヴォルフガング・ヴェーバー 1978-1980 - ルディ・アサウアー 1980（共同監督） | - フリッツ・ランクナー 1980（共同監督） - クノ・クレッツァー 1980-1981 - オットー・レーハーゲル 1981-1995 - ア・デモス 1995-1996 - ハンス＝ユルゲン・デルナー 1996-1997 - ヴォルフガング・ジドガ 1997-1998 - フェリックス・マガト 1998-1999 - トーマス・シャーフ 1999-2013.6 - ヴォルフガング・ロルフ 2013（共同監督） - マティアス・ヘーネアバッハ 2013（共同監督） - ロビン・ドゥット 2013.7-2014.10 - ヴィクトル・スクリプニク 2014.10-2016.9 - アレクサンダー・ヌーリ 2016.10-2017.10 - フロリアン・コーフェルト 2017.10-2021.5 - トーマス・シャーフ (暫定) 2021.5-2021.6 - マルクス・アンファング 2021.7-2021.11 - オーレ・ヴェルナー 2021.12- |

## 歴代所属選手

### GK
- オリバー・レック 1985-1998
- フランク・ロスト 1992-2002
- ティム・ヴィーゼ 2005-2012
- リヒャルト・シュトレービンガー 2012-2015

### DF
- ホルスト＝ディーター・ヘットゲス 1964-1978
- トーマス・シャーフ 1978-1995
- 奥寺康彦 1981-1986
- ブルーノ・ペッツァイ 1983-1987
- ルネ・ブラツェット 1986-1994
- ハニ・ラムズィ 1994-1998
- ムラデン・クルスタイッチ 2000-2004
- マヌエル・フリードリヒ 2002-2004
- ペトリ・パサネン 2004-2011
- イェーレ・ファン・ダンメ 2005-2006
- ナウド 2005-2012
- ペア・メルテザッカー 2006-2011
- ピエール・ウォメ 2006-2008
- セバスティアン・プリョードル 2008-2015
- パトリック・オウォモイエラ 2005-2008
- セバスティアン・ボエニシュ 2007-2012
- ヤニク・ヴェスターゴーア 2015-2016

### MF
- ディーター・アイルツ 1985-2002
- ミロスラフ・ボタバ 1985-1997
- マルコ・ボーデ 1988-2002
- アンドレアス・ヘルツォーク 1992-1995, 1996-2001
- マリオ・バスラー 1993-1996
- トルステン・フリンクス 1996-2002, 2005-2011
- ポール・スタルテリ 1997-2005
- フランク・バウマン 1999-2009
- ジモン・ロルフェス 2000-2004
- ファビアン・エルンスト 2000-2005
- ティム・ボロウスキ 2000-2008, 2009-2012
- リステシュ・クリスティアーン 2001-2005
- リュドヴィク・マニャン 2002-2005
- ジョアン・ミクー 2002-2006
- ウミト・ダヴァラ 2003-2006
- ダニエル・イェンセン 2004-2011
- ユリツァ・ヴラニェシュ 2005-2010
- クレメンス・フリッツ 2006-
- ジエゴ 2006-2009
- メスト・エジル 2008-2010
- フィリップ・バルグフレーデ 2008-2020
- マルコ・マリン 2009-2012

### FW
- ルディ・フェラー 1982-1987
- フランク・オルデネビッツ 1983-1989
- マンフレート・ブルクスミュラー 1985-1990
- カール＝ハインツ・リードレ 1987-1990
- ウィントン・ルーファー 1989-1995
- ラデ・ボグダノビッチ 1998-2002
- アイウトン 1998-2004
- クラウディオ・ピサーロ 1999-2001, 2008-2012, 2015-2017, 2018-2020
- ネルソン・バルデス 2001-2006
- アーロン・ハント 2001-2014
- イヴァン・クラスニッチ 2001-2008
- アンゲロス・ハリステアス 2002-2004
- ミロスラフ・クローゼ 2004-2007
- モハメド・ジダン 2005, 2006-2007
- ウーゴ・アウメイダ 2006-2010
- マーティン・ハルニック 2007-2009, 2018-2020
- ブバカル・サノゴ 2007-2009
- マルクス・ローセンベリ 2007-2012
- セルジュ・ニャブリ 2016-2017
- 大迫勇也 2018-2021
- ジョシュ・サージェント 2019-

## その他のスポーツ

### ヴェルダー・ブレーメンII
サッカー部門の23歳以下の選手を対象としたリザーブチームは1899年4月2日に創設された。これまでドイツ・アマチュア選手権で3回優勝した経験があり、2014年の時点ではレギオナルリーガ北部に所属している。また、ブレーメンポカールでは20回の優勝経験があり最多優勝記録となっているが、2008年以降は大会から除外されている。
- ドイツ・アマチュア選手権 優勝: 3回

1966, 1985, 1991
- オーバーリーガ北部 優勝: 2回

1982, 1984
- ブレーメンリーガ 優勝: 5回

1957, 1962, 1967, 1968, 1976
- ブレーメンポカール 優勝: 20回

1969, 1971, 1976, 1982, 1983, 1987, 1989, 1990, 1992, 1993, 1994, 1995, 1997, 1998, 1999, 2000, 2001, 2002, 2004, 2007

### ヴェルダー・ブレーメンIII
サッカー部門の21歳以下の選手を対象としたリザーブチームはブレーメンリーガで3回の優勝経験があり、2014年の時点で同リーグに所属している。
- ブレーメンリーガ 優勝: 3回

2010, 2011, 2013
- ブレーメン室内選手権 優勝: 1回

2010
- プレスポカール 優勝: 1回

2010

### 女子サッカー
1970年代のわずかな期間を除いてクラブは競技スペースの欠如を理由に女子サッカー部門の設置することはなかったが、2007年に新たに創設された。女子のトップチームは2014年の時点で女子サッカー・2. ブンデスリーガに所属している。
- 北ドイツ選手権 優勝: 1回

2009
- ブレーメン選手権 優勝: 4回

2008, 2009, 2010, 2011
- ブレーメンポカール 優勝: 3回

2008, 2009, 2010

### ハンドボール
女子部門と男子部門があり、2014年の時点で女子のトップチームは3. リーガに、女子のリザーブチームはオーバーリーガに所属している。一方、男子のトップチームとリザーブチームは2014年の時点で共にブレーメンリーガに所属している。

### 卓球
男子部門と女子部門があり、男子のトップチームは2012-13シーズンの卓球ブンデスリーガで優勝した実績を持つ。2019年現在、以下の選手が所属している。かつては日本の岸川聖也なども所属していた。
- マティアス・ファルク
- キリル・ゲラシメンコ（英語版）
- en:Hunor Szőcs
- マルセロ・アギーレ